# Taku (rivière)
Pour les articles homonymes, voir Taku.
58° 34′ 55″ N, 133° 39′ 35″ O

La rivière Taku est un cours d'eau de 87 kilomètres qui coule depuis la Colombie-Britannique au Canada jusqu'à la côte nord-ouest de l'Amérique du Nord, à proximité de  la ville de Juneau en Alaska (États-Unis).

## Géographie
Elle se jette dans l'océan Pacifique par l'intermédiaire de la baie Taku qui constitue son estuaire. Son bassin versant s'étend sur 29 800 km2 dont 27 500 au Canada et 2 300 en Alaska.
La rivière Taku est le troisième fleuve à saumons du Canada, après le fleuve Fraser et la rivière Skeena.
Durant le XVIIIe et le début du XIXe siècle, les Amérindiens Taku contrôlaient les routes du commerce sur la rivière et contraignaient les autres peuples de l'intérieur à faire appel à eux pour pouvoir commercer avec les premiers établissements européens sur les côtes.
La compagnie de la baie d'Hudson établit un poste de commerce nommé Fort Durham près de la rivière Taku au début des années 1840 pour tirer avantage de cette route commerciale naturelle mais le fort fut abandonné car non rentable.

## Principaux affluents
- Rivière Tulsequah
- Rivière Inklin (affluents : rivière Sheslay et rivière Nahlin)
- Rivière Nakina
- Rivière Sloko

## Source
- (en) Cet article est partiellement ou en totalité issu de l’article de Wikipédia en anglais intitulé « Taku River » (voir la liste des auteurs).